# 聖奧古斯坦 (馬達加斯加)
聖奧古斯坦（Saint Augustin），通稱Ianantsony，為位在馬達加斯加的城鎮，由阿齊莫-安德列發那區圖利亞拉二縣（Toliara II District）管轄。2001年人口普查估計該城鎮人口約有15,000人。該城鎮附近為烏尼拉希河河口所在處。
該城鎮的教育機構設有小學和初級中學。漁業為該城鎮主要的產業，佔勞動人口的60%，另外有23%的居民從事農業，10%的居民從事畜牧業。番薯和稻米為該城鎮最主要的作物，而其他主要作物尚有棉豆等。另外從事服務業的居民佔該城鎮勞動人口的7%。